# بهشت گانگسترها
«بهشت گنگسترها» تک‌آهنگی از هنرمند اهل ایالات متحده آمریکا کولیو است که در سال ۱۹۹۵ میلادی منتشر شد.
این تک‌آهنگ در چارت‌های استرالیا، اتریش، بلژیک، دانمارک، اروپا، فنلاند، فرانسه، آلمان، ایرلند، ایتالیا، هلند، نیوزلند، نروژ، سوئد، سوئیس، انگلستان و آمریکا در رتبه اول قرار گرفت.